# Lost (sæson 6)
Den sjette sæson af den amerikanske tv-serie Lost bliver seriens sidste og kommer til at bestå af 18 afsnit. Serien produceres af ABC Studios og broadcastes i USA på American Broadcasting Company og i Danmark på Kanal 5. Den havde premiere i USA 2. februar 2010, og følge sæsonstrukturen fra fjerde og femte sæson. Sjette sæson vil handle om hvad der sker når De Seks fra Oceanic kommer tilbage til øen. Sæsonen bliver seriens sidste, og hverken Lindelof eller Cuse har intentioner om at lave en eventuel syvende sæson, blot fordi seertallene er gode. De føler det ville være et svigt for både de medvirkende og publikummet, og mener man bør stoppe på toppen.
Kun meget få mennesker ved hvordan serien slutter og har kendskab til den absolut sidste scene. Lindelof og Cuse har ikke fortalt hvem, men Matthew Fox, der spiller Jack Shephard, har i et interview postuleret at kende svaret. Hele seriens overordnede handling har været kendt af Lindelof og J.J. Abrams siden begyndelsen, og der er implementeret adskillige påskeæg som fremtidigt bevis herpå.

## Fodnoter
1. ↑  Lost finale spoiler, scoops and more - TVGuide.com Arkiveret 21. april 2008 hos  Wayback Machine. Modtaget 25-05-2006.
2. 1 2  "LOST To Premiere February 2nd, 2010 At 8:00pm – That's a Tuesday". Arkiveret fra originalen 23. november 2009. Hentet 8. januar 2010.
3. ↑  Final 'Lost' season gains an hour.
4. ↑  10 Reasons why Lost is Found
5. ↑  YouTube – LOST Damon Lindelof Interview ABC Extends Final Two Seasons. Hentet 25-05-2008.
6. ↑  Lost finale spoiler, scoops and more – TVGuide.com Arkiveret 21. april 2008 hos  Wayback Machine. Hentet 25-05-2006.
7. ↑  Matthew Fox Keeps quiet on Lost. Hentet 25-05-2008.

| Lost | Spire Denne artikel om tv-serien Lost er en spire som bør udbygges. Du er velkommen til at hjælpe Wikipedia ved at udvide den. |